# Cuyo
O Cuyo é uma região geográfica e histórica localizada no centro-oeste da República Argentina, tradicionalmente formada pelas províncias de Mendoza, San Juan e San Luis, cujos limites praticamente coincidem com a região geográfica e que compartilham uma identidade cultural e tradição histórica comuns. Desde a assinatura do Tratado de Nuevo Cuyo no início de 1988, a província de La Rioja juntou-se à região de Nuevo Cuyo como novo membro. No entanto, deve-se notar que, apesar da assinatura do tratado, este não produziu nenhuma mudança significativa na consideração social e tradicional, bem como na institucional, dos cuyanos, que consideram La Rioja como parte do noroeste argentino.
Predomina um relevo montanhoso de vegetação escassa, com características climáticas desérticas. Como atividade econômica predomina a de base agrícola, com destaque para a viticultura, sendo esta área a principal produtora de vinhos da América do Sul, por volume de vinhos e área cultivada. Há também uma oferta crescente de serviços turísticos, relacionados às belezas naturais da região, e importantes centros acadêmicos de nível superior.

## Geografia

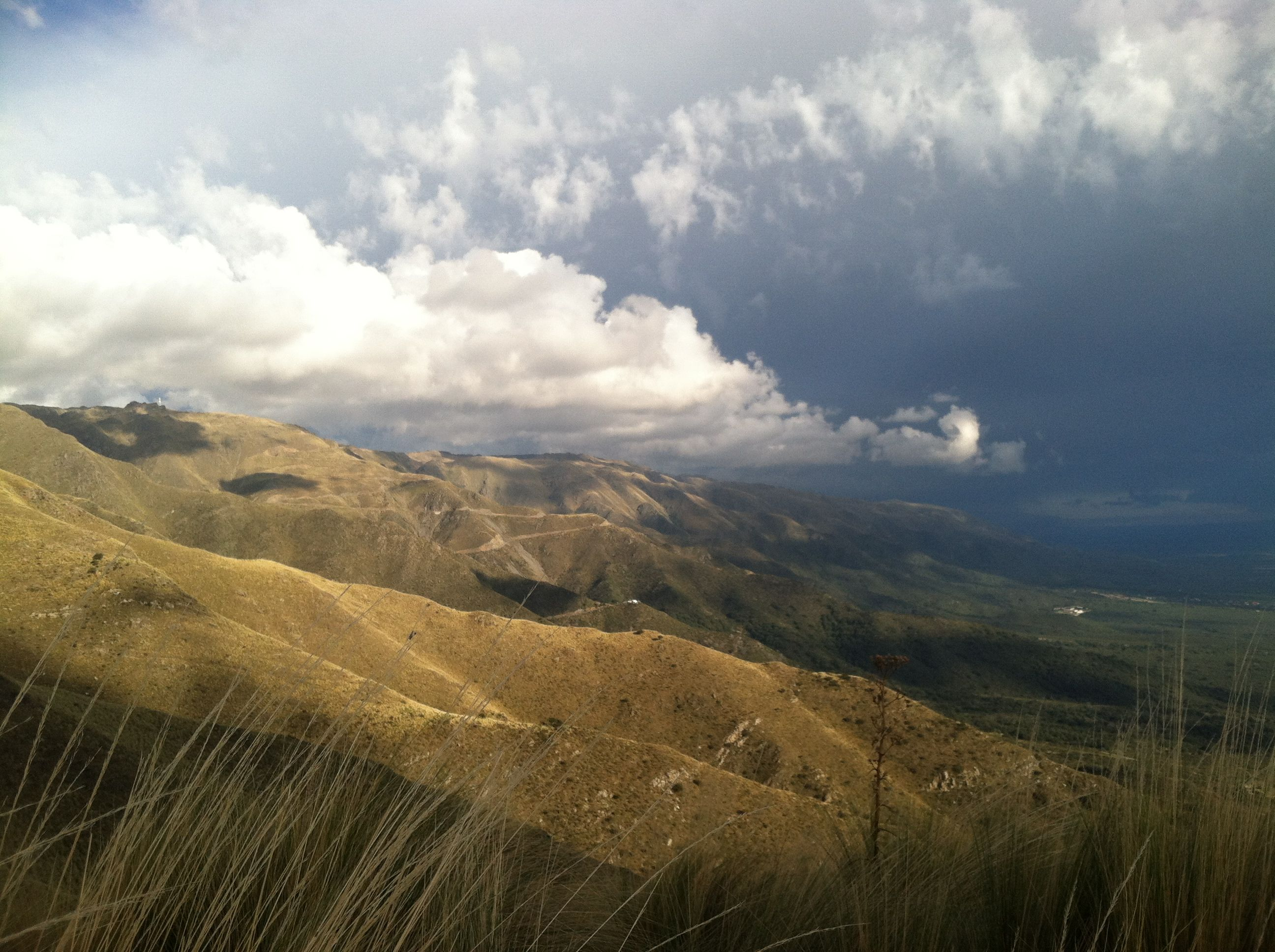
Reserva Provincial Mogote Bayo, na província de San Luis.

### Limites
Seus limites tradicionais são: ao norte a região do noroeste argentino; ao leste, as serras pampeanas e os pampas; ao sul a Patagônia, e ao oeste a Cordilheira dos Andes. Cobre as províncias de Mendoza, San Juan e San Luis.
Em nível orográfico, o território, conhecido academicamente como "Cuyanía", não inclui toda a província de San Luis, mas apenas a metade ocidental de seu território, mas inclui o terço sul da província de La Rioja. Com base neste critério, a região de Nuevo Cuyo foi definida em 1988.

### Relevo
O Cuyo  se destaca por ter um relevo altamente montanhoso no oeste, onde se destaca a Cordilheira dos Andes. Dentro disso, existem os seguintes sistemas orográficos:
- Cordilheira Principal ou Cordilheira do Limite: bacia hidrográfica e limite entre a Argentina e o Chile.
- A Cordilheira Frontal ou Cordilheira Oriental: corre paralela ao leste da anterior, é composta de numerosas cristas independentes. Inclui o Aconcágua, de 6.962 m., o mais alto do mundo fora dos Himalaias. O Cerro do Mercedário, 6770 m, é um elemento orográfico intermediário de ambas as cadeias de montanhas.
- Pré-cordilheira de Mendoza, San Juan e La Rioja.

Nesta área existem vários passos de montanha, entre os quais podemos citar: o Paso de Agua Negra em San Juan e os passos de La Cumbre e Pehuenche em Mendoza.